# Yaki-Da
Yaki-Da was een Zweedse popgroep, die bestond van 1995 tot 1998.
De band werd opgericht in 1995 door Jonas Berggren van Ace of Base. Hij schreef alle nummers voor het debuutalbum Pride, dat in dat jaar werd uitgegeven. In 1998 volgde nog een album waaraan hij geen deel had en dat minder indruk maakte. Het nummer Show Me Love dat Berggen schreef voor Yaki-Da dook in 2002 op bij het album Da Capo van Ace of Base.

## Discografie
- Pride (1995)
- A Small Step of Love (1998)